# Колібрі-золотожар чорноголовий
Колі́брі-золотожа́р чорноголовий (Aglaeactis pamela) — вид серпокрильцеподібних птахів родини колібрієвих (Trochilidae). Ендемік Болівії.

## Опис
Довжина птаха становить 12-13 см, вага 7-8,5 г. Самці мають переважно фіолетово-чорне забарвлення, спина і надхвістя у них поцятковані блискучими золотисто-зеленими і синьо-зеленими плямками, а в центрі грудей у них є біла пляма. Хвіст дещо роздвоєний, рудий, стернові пера мають темні кінчики. Самиці мають подібне забарвлення, однак блискуча пляма на верхній частині тіла у них менш яскрава, нижня частина тіла тьмяно-чорна, хвіст менш роздвоєний. Забарвлення молодих птахів є більш коричневе, пляма на грудях у них менша, а хвіст має оливковий відтінок.

## Поширення і екологія
Чорноголові колібрі-золотожари мешкають в горах Кордильєра-Реаль в болівійських департаментах Ла-Пас і Кочабамба, зокрема в Національних парках Карраско і Амборо. Вони живуть в гірських хмарних лісах і у високогірних чагарникових заростях болівійської Юнги, на висоті від 3000 до 3500 м над рівнем моря. Живляться нектаром різноманітних квітучих рослин, зокрема з родів Bernedesia, Berberis, Puya і Centropogon, а також дрібними комахами. При живленні птахи чіпляються лапами за суцвіття. Сезон розмноження у них триває з вересня по березень.